# Eksplozje radiokomunikatorów Hezbollahu
Eksplozje radiokomunikatorów Hezbollahu – seria wybuchów sprzętu radiokomunikacyjnego używanego przez członków Hezbollahu w dniach 17–18 września 2024 roku.
W eksplodującym sprzęcie służby izraelskie uprzednio zamontowały ładunki wybuchowe.

## Kontekst
W lutym 2024 roku sekretarz generalny Hezbollahu Hasan Nasr Allah nakazał członkom grupy korzystanie z pagerów zamiast telefonów komórkowych, powołując się na zdolność Izraela do infiltracji ich sieci telekomunikacyjnej oraz podpiętych do niej urządzeń. W następstwie tej decyzji Hezbollah kupił partię pagerów Gold Apollo AR924 i rozprowadził je wśród swoich członków.
Według nienazwanych źródeł w administracji Stanów Zjednoczonych, Mosad zdecydował się zdetonować pagery, „ponieważ obawiał się, że jego tajna operacja może wyjść na jaw”. W mediach wskazywano też, że Izrael mógł chcieć w ten sposób wpłynąć na nadchodzące wybory prezydenckie w USA, uznając że dalsze zaognienie konfliktu bliskowschodniego wzmocni szanse Donalda Trumpa.

## Eksplozje pagerów 17 września 2024
17 września 2024 około godziny 15:30 w Libanie i Syrii jednocześnie eksplodowały tysiące używanych przez bojowników Hezbollahu pagerów.
Eksplozje dotknęły kilka obszarów zajmowanych w Libanie przez Hezbollah, w tym przedmieścia Ad-Dahija w Bejrucie, południowy Liban i dolinę Bekaa. Ponadto do eksplozji doszło również wśród członków milicji rozlokowanych w syryjskim Damaszku.

## Eksplozje krótkofalówek 18 września 2024
Około 24 godziny po pierwszych eksplozjach w Libanie doszło do drugiej fali eksplozji. Wybuchającymi urządzeniami były tym razem używane przez bojowników Hezbollahu krótkofalówki ICOM-IC-V82. 
Eksplozje w Libanie zbiegły się w czasie z głosowaniem w Zgromadzeniu Ogólnym ONZ nad rezolucją nakazującą Izraelowi opuszczenie okupowanych terytoriów Palestyny.

## Ofiary
W wyniku pierwszego ataku zginęło co najmniej 12 osób, a ponad 2750 zostało rannych. Wśród ofiar śmiertelnych znaleźli się również cywile, w tym dwoje dzieci. Wśród rannych był również ambasador Iranu w Libanie, Mojtaba Amani. W drugiej serii wybuchów zginęło co najmniej 14 osób.
Według Hezbollahu zginęło łącznie 38 jego członków oraz pięcioro dzieci i dwie kobiety.
Z powodu mnogości rannych doszło do paraliżu działania około 150 szpitali w Libanie.

## Reakcje
- Liban: Hezbollah zapowiedział odwet[1]. W czasie gdy w libańskich mediach wyemitowano mowę Hasana Nasr Allaha, bojownicy Hezbollahu przeprowadzili ostrzał przygranicznych pozycji Sił Obronnych Izraela, zabijając dwóch izraelskich żołnierzy[27].
- Izrael: Ministerstwo Obrony Izraela poinformowało 18 września, że „zaczyna się nowa faza wojny”[15]. Faktycznie, kolejnego dnia zaczęła się kampania zmasowanych nalotów IAF na Liban, operacja Północne Strzały.
- Syria: Ministerstwo Spraw Zagranicznych Syrii wydało oświadczenie potępiające „krwawy atak syjonizmu”[28].
- W mediach (także w Polsce) pisano, że detonacja pagerów mogła być preludium przed możliwą inwazją Izraela na Liban[3][29].
- Założyciel tajwańskiej firmy Gold Apollo Hsu Ching-Kuang twierdził, że pagery z tej serii zostały zmontowane przez węgierską firmę BAC Consulting KFT, która posiadała prawa do marki Gold Apollo na mocy licencji[30][31].